# بطولة العالم لسباقات فورمولا 1 موسم 1964
بطولة العالم لسباقات فورمولا 1 موسم 1964 عقدت في سنة 1964 م، وفاز بها جون سورتيس (بالإنجليزية: John Surtees)‏ من فريق فيراري (بالإنجليزية: Ferrari)‏ بسيارته الفيراري. جون سورتيس الذي بدأ السباق في الخط رقم 2 حصل على أفضل توقيت في الجولة 2 من السباق في أسرع لفة له. هذا السائق في المجموع حصد 40 نقطة.

## الوصلات الخارجية
- الموقع الرسمي للفورمولا 1